# Johanna Persson
Johanna Sofia Elisabeth Persson (* 25. Dezember 1978 in Danderyd) ist eine schwedische Badmintonspielerin. Sie ist die Schwester von Sara Persson.

## Karriere
Johanna Persson nahm 2004 im Mixed mit Fredrik Bergström an Olympia teil. Sie drangen dabei bis ins Viertelfinale vor und wurden somit Fünfte in der Endabrechnung. Bei der Europameisterschaft des gleichen Jahres gewannen beide Bronze. 2006 und 2008 konnte sie erneut Bronze bei einer EM gewinnen, dieses Mal jedoch im Damendoppel mit Elin Bergblom. 2008 wurde sie als Legionärin ebenfalls deutsche Mannschaftsmeisterin mit dem 1. BC Bischmisheim.

## Sportliche Erfolge
| Saison    | Veranstaltung                     | Disziplin    | Platz | Name |
| --------- | --------------------------------- | ------------ | ----- | --- |
| 1992/1993 | Schwedische Meisterschaft U15     | Damendoppel  | 1     | Johanna Persson / Cecilia du Rietz (Täby BMF) |
| 1992/1993 | Schwedische Meisterschaft U15     | Dameneinzel  | 1     | Johanna Persson (Täby BMF) |
| 1992/1993 | Schwedische Meisterschaft U15     | Mixed        | 1     | Peter Eriksson / Johanna Persson (Västra Frölunda / Täby BMF) |
| 1993/1994 | Schwedische Meisterschaft U17     | Damendoppel  | 1     | Johanna Persson / Katja Wengberg (Täby BMF / LUGI) |
| 1994/1995 | Schwedische Meisterschaft U17     | Mixed        | 1     | Andreas Berglund / Johanna Persson (Borås / Täby BMF) |
| 1994/1995 | Schwedische Meisterschaft U17     | Damendoppel  | 1     | Johanna Persson / Marie Drotz (Täby BMF / Askim BC) |
| 1995/1996 | Schwedische Meisterschaft U19     | Damendoppel  | 1     | Johanna Persson / Emma Gustafsson (Täby BMF / IFK Umeå) |
| 1995/1996 | Schwedische Meisterschaft U19     | Mixed        | 1     | Oskar Johannesson / Johanna Persson (Uppsala KFUM / Täby BMF) |
| 1996/1997 | Schwedische Meisterschaft U19     | Mixed        | 1     | Patrik Isaksson / Johanna Persson (BK Aura / Täby BMF) |
| 1997/1998 | Schwedische Meisterschaft U22     | Dameneinzel  | 1     | Johanna Persson (Täby BMF) |
| 1997/1998 | Schwedische Meisterschaft U22     | Herrendoppel | 1     | Johanna Persson / Anna Lundin (Täby BMF) |
| 1997/1998 | Schwedische Meisterschaft U22     | Mixed        | 1     | Patrik Isaksson / Johanna Persson (BK Aura / Täby BMF) |
| 1999      | Czech International               | Mixed        | 1     | Ola Molin / Johanna Persson |
| 2000      | Austrian International            | Mixed        | 1     | Ola Molin / Johanna Persson |
| 2000      | Norwegian International           | Mixed        | 1     | Ola Molin / Johanna Persson |
| 2001      | Hungarian International           | Damendoppel  | 1     | Elin Bergblom / Johanna Persson |
| 2001/2002 | Schweden: Einzelmeisterschaft     | Damendoppel  | 1     | Johanna Persson / Elin Bergblom (Täby BMF) |
| 2001/2002 | Schweden: Einzelmeisterschaft     | Mixed        | 1     | Daniel Glaser / Johanna Persson (Täby BMF) |
| 2002      | Finnish International             | Damendoppel  | 1     | Elin Bergblom / Johanna Persson |
| 2002      | Czech International               | Damendoppel  | 1     | Johanna Persson / Elin Berglom |
| 2002      | Austrian International            | Mixed        | 1     | Dennis Lens / Johanna Persson |
| 2002/2003 | Schweden: Einzelmeisterschaft     | Damendoppel  | 1     | Johanna Persson / Elin Bergblom (Täby BMF) |
| 2003      | Bitburger Open                    | Mixed        | 1     | Frederik Bergström / Johanna Persson |
| 2003      | Portugal International            | Mixed        | 1     | Fredrik Bergström / Johanna Persson |
| 2003/2004 | Schweden: Einzelmeisterschaft     | Mixed        | 1     | Fredrik Bergström / Johanna Persson (IFK Umeå / Täby BMF) |
| 2003/2004 | Schweden: Einzelmeisterschaft     | Damendoppel  | 1     | Johanna Persson / Frida Andreasson (Täby BMF / GBK) |
| 2004      | Europameisterschaft               | Mixed        | 3     | Fredrik Bergström / Johanna Persson |
| 2004      | Scottish Open                     | Mixed        | 1     | Frederik Bergström / Johanna Persson |
| 2004      | Olympia                           | Mixed        | 5     | Frederik Bergström / Johanna Persson |
| 2004      | Norwegian International           | Mixed        | 1     | Frederik Bergström / Johanna Persson |
| 2004/2005 | EBU Circuit                       | Mixed        | 1     | Frederik Bergström / Johanna Persson |
| 2004/2005 | Schweden: Einzelmeisterschaft     | Mixed        | 1     | Jörgen Olsson / Johanna Persson (Askim BC / Täby BMF) |
| 2004/2005 | Schweden: Einzelmeisterschaft     | Damendoppel  | 1     | Elin Bergblom / Johanna Persson (Uppsala KFUM / Täby BMF) |
| 2005      | Dutch International               | Damendoppel  | 2     | Elin Bergblom / Johanna Persson |
| 2005      | Dutch International               | Mixed        | 1     | Frederik Bergstrom / Johanna Persson |
| 2005      | Bitburger Open                    | Mixed        | 1     | Vladislav Druzchenko / Johanna Persson |
| 2005      | Iceland International             | Mixed        | 1     | Henri Hurskainen / Johanna Persson |
| 2005      | Iceland International             | Damendoppel  | 1     | Johanna Persson / Elin Bergblom |
| 2005      | Czech International               | Mixed        | 1     | Henri Hurskainen / Johanna Persson |
| 2005/2006 | Schweden: Einzelmeisterschaft     | Damendoppel  | 1     | Elin Bergblom / Johanna Persson (Uppsala KFUM / GBK) |
| 2005/2006 | Schweden: Einzelmeisterschaft     | Mixed        | 1     | Henri Hurskainen / Johanna Persson BK Aura / GBK |
| 2006      | Swedish International Stockholm   | Damendoppel  | 1     | Johanna Persson / Elin Bergblom |
| 2006      | Europameisterschaft               | Damendoppel  | 3     | Elin Bergblom / Johanna Persson |
| 2007      | Volant d’Or de Toulouse           | Damendoppel  | 1     | Elin Bergblom / Johanna Persson |
| 2007/2008 | Schweden: Einzelmeisterschaft     | Damendoppel  | 1     | Elin Bergblom / Johanna Persson (Uppsala KFUM / GBK) |
| 2007/2008 | Schweden: Einzelmeisterschaft     | Mixed        | 1     | Per-Henrik Croona / Johanna Persson (Karlskoga / GBK) |
| 2007/2008 | Deutsche Mannschaftsmeisterschaft | Mannschaft   | 1     | 1. BC Bischmisheim (Jochen Cassel, Vladislav Druzchenko, Michael Fuchs, Kristof Hopp, Kęstutis Navickas, Marcel Reuter, Roman Spitko, Thomas Tesche, Xu Huaiwen, Johanna Persson) |
| 2008      | Europameisterschaft               | Damendoppel  | 3     | Elin Bergblom / Johanna Persson |